# Корабль дураков (роман Портер)
«Корабль дураков» (англ. Ship of Fools) — единственный роман американской писательницы Кэтрин Энн Портер, впервые опубликованный в 1962 году.
Замысел романа зародился у Портер во время её морского путешествия из Мексики в Европу в 1931 году. К работе над книгой Портер приступила десятью годами позже и писала её на протяжении двух десятилетий. Название книги отсылает к средневековой аллегории, наиболее известными воплощениями которой стали поэма Себастьяна Бранта и написанная по её мотивам картина Иеронима Босха: кораблём, населённым и управляемым глупцами и безумцами, представляется всё человечество. В романе Портер моделью человечества оказываются пассажиры трансатлантического лайнера, направляющиеся в Европу в 1931 году: сложившееся на корабле общество рисуется как модель социума в целом, и на этом примере прослеживаются социально-психологические причины тоталитаризма и расовой розни. Как отмечал советский литературный деятель А. Мулярчик, «обилие и разнообразие действующих лиц позволяет автору постоянно менять ракурс изображения, переходя от сатирических зарисовок к метафизическим раздумьям, а затем опять обращаясь к нравоописательным сценам» — но при этом «важнейшую идейно-композиционную линию можно определить как решительное осуждение философии исключительности, любых претензий на превосходство, которые в случае с идеологией немецкого национал-социализма зиждились прежде всего на расовых, и в частности на антисемитских, предрассудках».
Роман лёг в основу одноимённого фильма, снятого в 1965 году Стэнли Крамером.
Русский перевод романа Портер был выполнен в 1976 году Норой Галь, однако опубликовать его удалось лишь в 1989 году.

## Публикации текста
- Портер К. Э. Корабль дураков : роман / перевод с английского Н. Галь ; предисловие А. Мулярчика. — Москва : Радуга, 1989. — 640 с. — 100 000 экз. — ISBN 5-05-002409-9.